# ماجد هزازی
ماجد هزازی (عربی: ماجد هزازي؛ زادهٔ ۱ ژوئیهٔ ۱۹۸۸) یک ورزشکار اهل عربستان سعودی است.
از باشگاه‌هایی که در آن بازی کرده‌است می‌توان به باشگاه فوتبال الفتح عربستان سعودی، باشگاه فوتبال النصر عربستان سعودی، باشگاه فوتبال التعاون عربستان سعودی، و باشگاه فوتبال الرائد عربستان سعودی، باشگاه فوتبال التعاون عربستان سعودی، و تیم ملی فوتبال عربستان سعودی اشاره کرد.
وی همچنین در تیم ملی فوتبال Saudi Arabia بازی کرده است.